# Râul Ezăreni
Râul Ezăreni sau râul Iezăreni este un curs de apă, afluent al râului Nicolina. Râul Ezăreni are o lungime de 8 km și un bazin hidrografic de 34km2. Acesta izvorăște din apropiere de satul Valea Ursului, după care traversează localitatea Valea Adâncă, loc în care a fost construit un iaz cu o suprafață de 47 de hectare, cunoscut sub numele de Ezăreni. În final, râul Ezăreni se varsă în râul Nicolina în zona satului Horpaz.